# جمعية فاس سايس
جمعية فاس سايس هي منظمة غير حكومية ذات منفعة عامة، عضو المنظمة العالمية لرسل السلام التابعة لهيئة الأمم المتحدة، وهي ذات صفة استشارية في المجلس الاقتصادي والاجتماعي التابع للأمم المتحدة، تأسست الجمعية في 13 مارس 1986 في مدينة فاس في المغرب.

## أهداف الجمعية
تهدف الجمعية إلى التنمية بكافة مجالاتها الثقافية والاجتماعية والاقتصادية لمدينة فاس خاصة وللمغرب عامة، كما تُعنى بالدراسات العلمية والحضارية والحفاظ على الثراث الثقافي والإنساني، وتسعى إلى التعاون والتنسيق مع الجمعيات والهيئات التي لها ذات الاهتمامات.

## فروع الجمعية
للجمعية خمس فروع في المغرب في كل من مدينة الرباط، الدار البيضاء، طنجة، العيون، وفرعها الرئيس في مدينة فاس. وتتمتع هذه الفروع باستقلالية تامة، حيث إن كل فرع يستقل في المدينة التي تدخل ضمن نطاق عمله، خاصة بما يتعلق بالمساعدات الاجتماعية والصحية والتربوية، إضافة إلى التعاون والتكامل في الموضوعات والمشاريع على مستوى المغرب بين جميع الفروع ومقرها الرئيس.

## أنشطة الجمعية
من ضمن الأنشطة التي تقوم بها الجمعية الاهتمام بمرضى الكلى، حيث أُنشئ مركز متابعة غسيل الكلى بمدينة طنجة بالشراكة مع وزارة الصحة، وأيضا المساهمة في إعادة تأهيل المساجين من خلال أطباء أخصائين من قبل الجمعية، وإقامة حفلات الزفاف الجماعي وفقا للعادات المغربية، وأيضا تقديم الدعم المادي للمدارس والكليات، بالإضافة إلى أنشطة ثقافية متنوعة المتمثلة في «خيمة الفكر والإبداع» والتي ضمنت فعالياتها تكريم عدد من الشخصيات في العالم العربي.
جمعية فاس سايس هي الجمعية المنظمة للمهرجان الدولي للثقافة الأمازيغية بفاس.

## درع الجمعية الذهبي
وهو درع ذهبي منحته جمعية فاس سايس لعدد من الشخصيات المؤثرة في المجتمع تقديرا واعترافا بدورهم وجهودهم، ومن المكرمين: الأمير خالد الفيصل لاختياره شخصية سنة 2018 لخيمة الفكر والإبداع، ضمن فعاليات «خيمة الفكر والإبداع» في دورتها السادسة. والعالم المغربي الدكتور رشيد اليزمي حيث قُدم له درع الجمعية الذهبي اعترافا بقدراته وكفاءته العلمية. وزين العابدين المسكيني أحد رواد الجمعية وهوركن من أركانها.، وأيضا السيد عبد الله بن حمد البوسعيدي لعطائه الأدبي والثقافي ضمن فعاليات «خيمة الفكر والإبداع» في دورتها السادسة. بالإضافة إلى العداءة المغربية نوال المتوكل في إطار الاحتفال باليوم العالمي للمرأة.

## وصلات خارجية
- موقع جمعية فاس سايس الرسمي.